# Tim Van Nuffel
Tim Van Nuffel (Kasterlee, 26 maart 1981) is een Belgisch voormalig veldrijder. Hij behaalde ereplaatsen op meerdere Belgische kampioenschappen en in verschillende leeftijdscategorieën, maar wist nooit kampioen te worden. Hoewel hij vaak op het podium stond wist hij slechts twee wedstrijden te winnen, bij de beloften, waaronder de belangrijke cross van Gavere (2002). In 2005 werd hij tweede in de Kasteelcross (Zonnebeke).
In 2004 eindigde hij als 8e in GvA Trofee Veldrijden.

## Overwinningen
2001
- Cyclocross van Ruddervoorde (U23)

2002
- Cyclocross van Gavere (U23)